# Betasyrphus luci
Betasyrphus luci är en tvåvingeart som först beskrevs av Charles Howard Curran 1938.  Betasyrphus luci ingår i släktet Betasyrphus och familjen blomflugor.
Artens utbredningsområde är Kongo. Inga underarter finns listade i Catalogue of Life.